# Skufia parva
Genre
Espèce
Skufia parva, unique représentant du genre Skufia, est une espèce d'opilions laniatores de la famille des Pyramidopidae.

## Distribution
Cette espèce est endémique du Togo. Elle se rencontre vers Missahoé.

## Description
Le mâle holotype mesure 1,5 mm.

## Publication originale
- Roewer, 1949 : « Über Phalangodiden I. (Subfam. Phalangodinae, Tricommatinae, Samoinae.) Weitere Weberknechte XIII. » Senckenbergiana, vol. 30, p. 11–61.